# Награда Бостонског друштва филмских критичара за најбољег редитеља
Награда Бостонског друштва филмских критичара за најбољег редитеља (енгл. Boston Society of Film Critics Award for Best Director) признање је које додељује Бостонско друштво филмских критичара од свог оснивања 1981. године.

## Добитници

### 1980-е
- 1980: Роман Полански — Теса
- 1981: Стивен Спилберг — Отимачи изгубљеног ковчега
- 1982: Стивен Спилберг — Е. Т. ванземаљац
- 1983: Паоло и Виторио Тавијани — Night of the Shooting Stars
- 1984: Бертран Таверније — A Sunday in the Country
- 1985: Џон Хјустон — Част Прицијевих
- 1986: Дејвид Линч — Плави сомот / Оливер Стоун — Вод смрти
- 1987: Стенли Кјубрик — Бојеви метак (филм)

### 1990-е
- 1990: Мартин Скорсезе — Добри момци
- 1991: Џонатан Деми — Кад јагањци утихну
- 1993: Стивен Спилберг — Шиндлерова листа
- 1994: Квентин Тарантино — Петпарачке приче
- 1995: Анг Ли — Разум и осећајност
- 1996: Мајк Ли — Тајне и лажи
- 1997: Кертис Хенсон — Поверљиво из Л. А.
- 1998: Џон Бурман — Генерал
- 1999: Дејвид О. Расел — Три краља

### 2000-е
- 2000: Камерон Кроу — Корак до славе
- 2001: Дејвид Линч — Булевар звезда
- 2002: Роман Полански — Пијаниста
- 2003: Софија Копола — Изгубљени у преводу
- 2004: Џанг Јимоу — Кућа летећих бодежа
- 2005: Анг Ли — Планина Броукбек
- 2006: Мартин Скорсезе — Двострука игра
- 2007: Џулијан Шнабел — Ронилачко звоно и лептир
- 2008: Гас Ван Сан — Милк и Парк Параноја
- 2009: Кетрин Бигелоу — Катанац за бол

### 2010-е
- 2010: Дејвид Финчер — Друштвена мрежа
- 2011: Мартин Скорсезе — Иго
- 2012: Кетрин Бигелоу — 00:30 — Тајна операција
- 2013: Стив Маквин — Дванаест година ропства
- 2014: Ричард Линклејтер — Одрастање
- 2015: Тод Хејнс — Керол
- 2016: Дејмијен Шазел — Ла ла ленд
- 2017: Пол Томас Андерсон — Фантомска нит
- 2018: Лин Ремзи — Заиста, никад ниси био овде
- 2019: Бонг Џун-хо — Паразит

### 2020-е
- 2020: Клои Џао — Земља номада
- 2021: Рјусуке Хамагучи — Повези ме
- 2022: Тод Филд — Тар
- 2023: Џонатан Глејзер — Зона интереса
- 2024: Шон Бејкер — Анора